# SN 1997dn
SN 1997dn – supernowa typu II odkryta 29 października 1997 roku w galaktyce NGC 3451. W momencie odkrycia miała maksymalną jasność 16,00m.